# Jose Padilla jr.
Jose Padilla jr. (Quinwa, 16 juli 1911 – 18 juni 1979) was een Filipijns bokser en acteur.

## Biografie
Jose Padilla jr. werd geboren op 16 juli 1911 in Quingwa, het tegenwoordige Plaridel. Zijn ouders waren Clarita Ruiz en voormalig gouverneur en afgevaardigde van Bulacan Jose Padilla sr.. Hij was een broer van Carlos Padilla sr., die net als Jose als amateur op hoog niveau bokste. Jose Padilla nam namens de Filipijnen deel aan de Olympische Zomerspelen van 1932 in Los Angeles en de Olympische Zomerspelen van 1936 in Berlijn in de categorie lichtgewicht. In 1932 strandde hij in de 1e ronde tegen de Zuid-Afrikaan Lawrence Stevens, de latere winnaar van het goud. Vier jaar later verloor hij in de kwartfinale van de Hongaar Imre Harangi.
Nog voor zijn eerste olympische optreden als bokser acteerde hij in 1931 in zijn eerste film Ang Multo sa Libingan, een stomme film in het horrorgenre. Nadien acteerde hij in nog acht andere films voor de Japanse bezetting van de Filipijnen tijdens de Tweede Wereldoorlog. Na de oorlog speelde hij in vele tientallen films. Hij won tweemaal een prijs als beste acteur en werd diverse malen genomineerd. In 1952 won hij een Maria Clara Award voor beste acteur voor zijn rol van Diego Silang in de gelijknamige film. Twee jaar later won hij de opvolger van deze prijs, de FAMAS Award voor beste acteur voor zijn rol in Huk sa bagong pamumuhay (1953) van regisseur Lamberto Avellana. Twee jaar later was hij zelfs voor twee rollen genomineerd voor deze prestigieuze Filipijnse filmprijs. Ook in 1958 en in 1973 sleepte hij nog nominaties voor de prijs in de wacht.
Padilla overleed in 1979 op 67-jarige leeftijd. Hij was getrouwd met actrice Arsenia Francisco en kreeg met haar zes kinderen. Hij was een oom van acteurs Rudy Fernandez en Robin Padilla. Actrice Zsa Zsa Padilla is een kleindochter van zijn broer Carlos Padilla sr. In 1980 werd Padilla nog geëerd met een postume FAMAS Award.